# غاري شيبارد
غاري شيبارد (بالإنجليزية: Garry Shephard)‏ هو لاعب كرة قدم ومدرب كرة قدم بريطاني في مركز الهجوم، ولد في 30 مارس 1976 في Merthyr Tydfil ‏ في المملكة المتحدة. لعب مع نيوبورت كونتي.

## وصلات خارجية
- غاري شيبارد على موقع قاعدة بيانات كرة القدم.إي يو (الإنجليزية)
- غاري شيبارد على موقع Soccerbase.com (لاعب) (الإنجليزية)